# Trichosanthes
Genre
Synonymes
Selon  :
- Anguina Mill.
- Cucumeroides Gaertn.
- Eopepon Naudin
- Gymnopetalum Arn.
- Involucraria Ser.
- Platygonia Naudin
- Scotanthus Naudin
- Tripodanthera M.Roem.

Trichosanthes est un genre de plantes à fleurs dicotylédones de la famille des Cucurbitaceae, originaire d'Asie et d'Australasie, qui contient une centaine d'espèces acceptées. 
Les jeunes pousses, les vrilles et les feuilles de certaines espèces, voire de toutes, peuvent être consommées comme  légumes verts, et au moins deux espèces, Trichosanthes cucumerina et Trichosanthes dioica, sont cultivées commercialement pour leurs fruits charnus consommés comme légumes, très populaires en Asie du Sud et du Sud-Est.

## Étymologie
Le nom générique, « Trichosanthes », est dérivé de deux termes grecs, τριχος (trichos), poil, et  ανθος (anthos), fleur, en  référence aux fleurs de certaines espèces de ce genre qui présentent des pétales aux marges fimbriées.

## Liste d'espèces
Selon Plants of the World online (POWO) (26 février 2021) :
- Trichosanthes adhaerens W.J.de Wilde & Duyfjes
- Trichosanthes anaimalaiensis Bedd.
- Trichosanthes auriculata Rugayah
- Trichosanthes beccariana Cogn.
- Trichosanthes borneensis Cogn.
- Trichosanthes bracteata (Lam.) Voigt
- Trichosanthes celebica Cogn.
- Trichosanthes conferta Duyfjes, Nuraliev & Luu
- Trichosanthes cordata Roxb.
- Trichosanthes coriacea Blume
- Trichosanthes costata Blume
- Trichosanthes cucumerina L.
- Trichosanthes cycloopensis Lu Q.Huang
- Trichosanthes dafangensis N.G.Ye & S.J.Li
- Trichosanthes densiflora Rugayah
- Trichosanthes dentifera Rugayah
- Trichosanthes dieniensis Merr. & L.M.Perry
- Trichosanthes dioica Roxb.
- Trichosanthes dolichosperma Duyfjes & Pruesapan
- Trichosanthes dunniana H.Lév.
- Trichosanthes edulis Rugayah
- Trichosanthes ellipsoidea Merr.
- Trichosanthes elmeri Merr.
- Trichosanthes emarginata Rugayah
- Trichosanthes epibracteata Duyfjes & Nuraliev
- Trichosanthes erosa Duyfjes & Pruesapan
- Trichosanthes fissibracteata C.Y.Wu ex C.Y.Cheng & Yueh
- Trichosanthes floresana Rugayah
- Trichosanthes fusca W.J.de Wilde & Duyfjes
- Trichosanthes globosa Blume
- Trichosanthes hastata Cogn. ex Harms
- Trichosanthes homophylla Hayata
- Trichosanthes hosokawae Fosberg
- Trichosanthes hylonoma Hand.-Mazz.
- Trichosanthes integrifolia Thwaites
- Trichosanthes intermedia W.J.de Wilde & Duyfjes
- Trichosanthes inthanonensis Duyfjes & Pruesapan
- Trichosanthes ishigakiensis E.Walker
- Trichosanthes jinggangshanica C.H.Yueh
- Trichosanthes jonesii C.Y.Cheng & Lu Q.Huang
- Trichosanthes kerrii Craib
- Trichosanthes khasiana Kundu
- Trichosanthes kinabaluensis Rugayah
- Trichosanthes kirilowii Maxim.
- Trichosanthes kostermansii Duyfjes & Pruesapan
- Trichosanthes laceribractea Hayata
- Trichosanthes laeoica C.Y.Cheng & Lu Q.Huang
- Trichosanthes lepiniana (Naudin) Cogn.
- Trichosanthes leuserensis Rugayah
- Trichosanthes longispicata Rugayah
- Trichosanthes mianyangensis C.H.Yueh & R.G.Liao
- Trichosanthes miyagii Hayata
- Trichosanthes montana Rugayah
- Trichosanthes morrisii W.E.Cooper
- Trichosanthes mucronata Rugayah
- Trichosanthes multiloba Miq.
- Trichosanthes napoensis D.X.Nong & Lu Q.Huang
- Trichosanthes neoguineana C.H.Yueh & Lu Q.Huang
- Trichosanthes nervifolia L.
- Trichosanthes obscura Rugayah
- Trichosanthes obtusa Lu Q.Huang
- Trichosanthes odontosperma W.E.Cooper & A.J.Ford
- Trichosanthes ovigera Blume
- Trichosanthes pallida Duyfjes & Pruesapan
- Trichosanthes papuana F.M.Bailey
- Trichosanthes pedata Merr. & Chun
- Trichosanthes pedicellata W.J.de Wilde & Duyfjes
- Trichosanthes pendula Rugayah
- Trichosanthes pentaphylla F.Muell. ex Benth.
- Trichosanthes philippinensis Rugayah
- Trichosanthes phonsenae Duyfjes & Pruesapan
- Trichosanthes pilosa Lour.
- Trichosanthes planiglans Rugayah
- Trichosanthes postarii W.J.de Wilde & Duyfjes
- Trichosanthes pubera Blume
- Trichosanthes pulleana Cogn. ex Harms
- Trichosanthes quinquangulata A.Gray
- Trichosanthes quinquefolia C.Y.Wu
- Trichosanthes refracta C.H.Yueh
- Trichosanthes reticulinervis C.Y.Wu ex S.K.Chen
- Trichosanthes rosthornii Harms
- Trichosanthes rotundifolia Rugayah
- Trichosanthes rubriflos Thorel ex Cayla
- Trichosanthes rugatisemina C.Y.Cheng & Yueh
- Trichosanthes samarensis C.H.Yueh & Lu Q.Huang
- Trichosanthes scabra Lour.
- Trichosanthes schlechteri Cogn. ex Harms
- Trichosanthes sepilokensis Rugayah
- Trichosanthes sericeifolia C.Y.Cheng & C.H.Yueh
- Trichosanthes siamensis Duyfjes & Pruesapan
- Trichosanthes smilacifolia C.Y.Wu
- Trichosanthes subrosea C.Y.Cheng & C.H.Yueh
- Trichosanthes subvelutina F.Muell. ex Cogn.
- Trichosanthes tetragonosperma C.Y.Cheng & Yueh
- Trichosanthes thailandensis Lu Q.Huang
- Trichosanthes tricuspidata Lour.
- Trichosanthes truncata C.B.Clarke
- Trichosanthes tubiflora (Wight & Arn.) H.J.de Boer
- Trichosanthes unicirrata C.H.Yueh & Lu Q.Huang
- Trichosanthes valida Rugayah
- Trichosanthes villosa Blume
- Trichosanthes wallichiana (Ser.) Wight
- Trichosanthes wawrae Cogn.

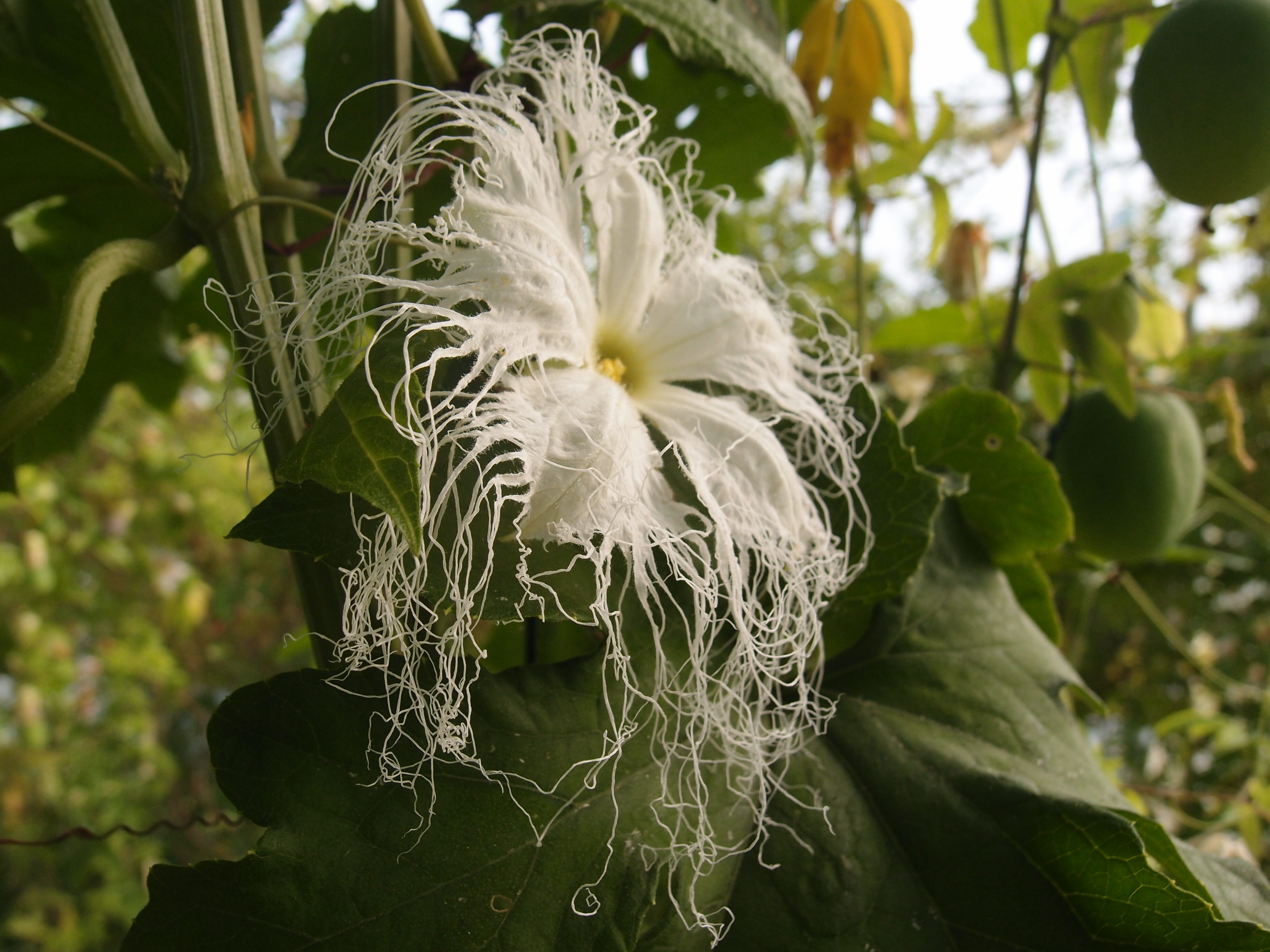
Trichosanthes laceribracteata au jardin jungle
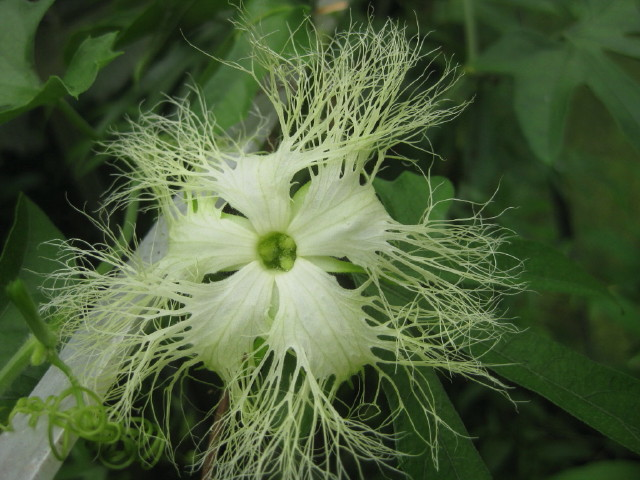
Trichosanthes rosthornii au jardin jungle
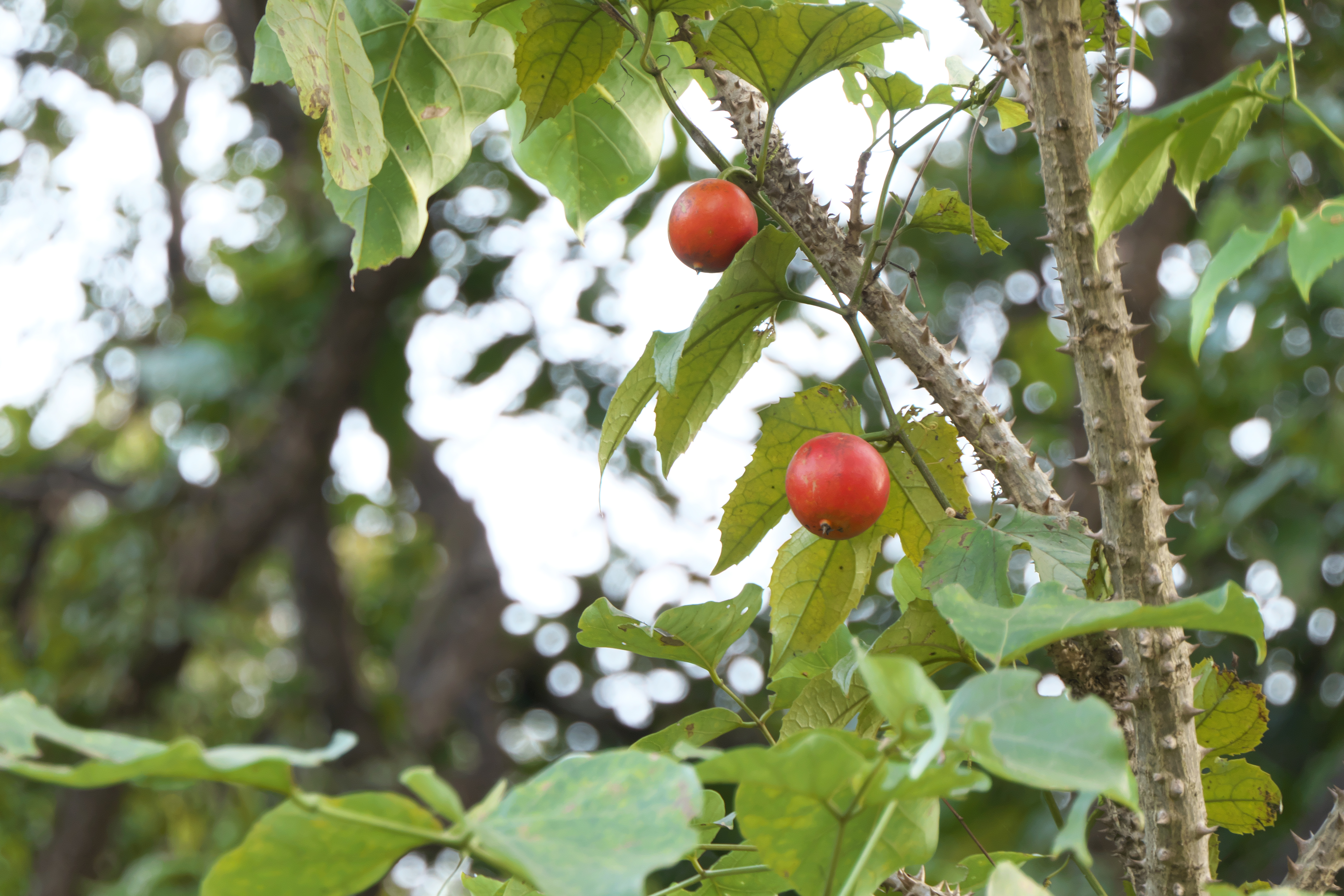
Trichosanthes bracteata
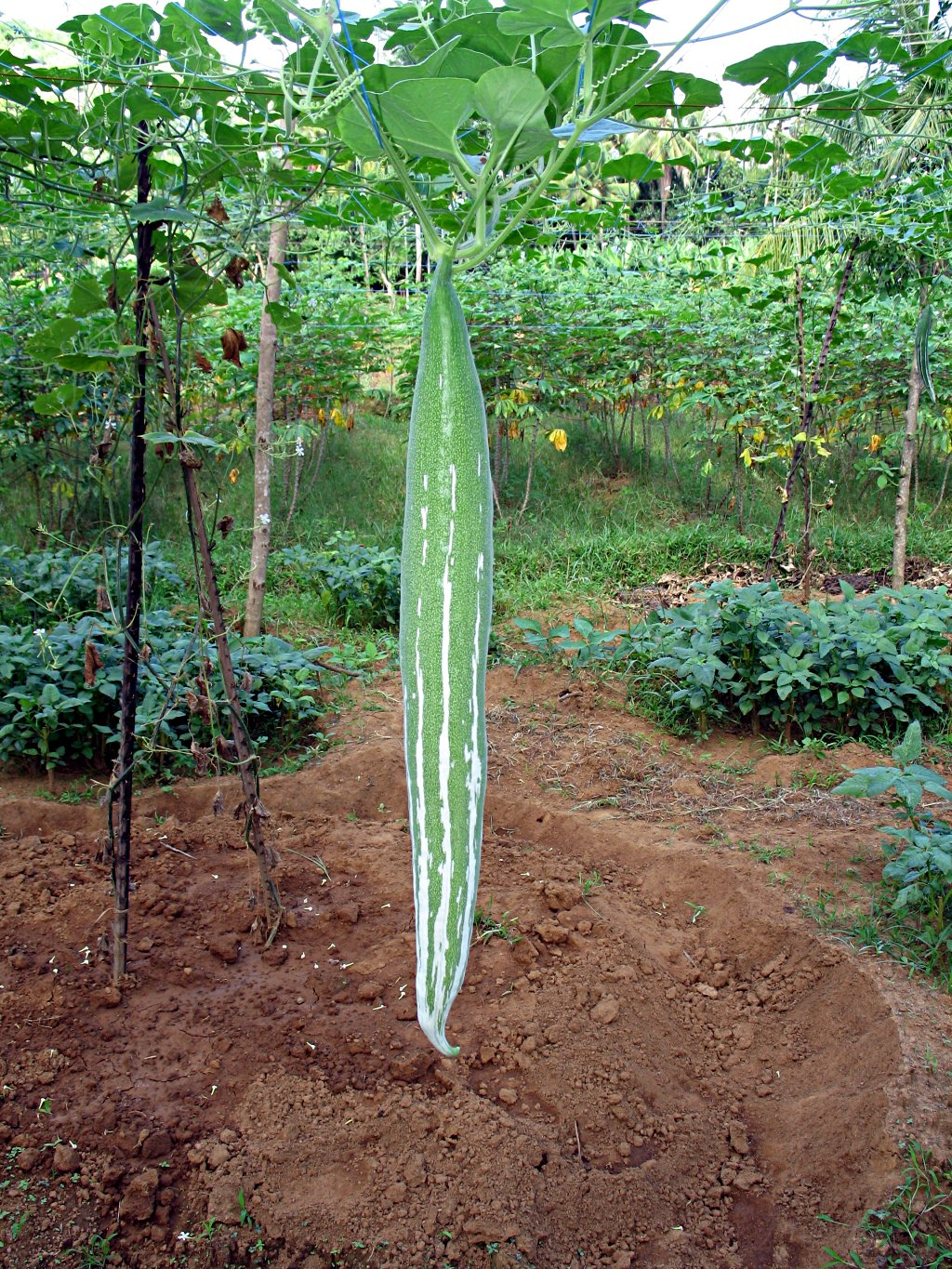
Trichosanthes Cucumerina